# Jacumba Hot Springs
Jacumba Hot Springs est une census-designated place (CDP) située dans le comté de San Diego, en Californie.